# Siphonops hardyi
Siphonops hardyi är en groddjursart som beskrevs av George Albert Boulenger 1888. Siphonops hardyi ingår i släktet Siphonops och familjen Caeciliidae. IUCN kategoriserar arten globalt som livskraftig. Inga underarter finns listade i Catalogue of Life.